# Агеево (Великоустюгский район)
Агеево — упразднённая деревня в Великоустюгском районе Вологодской области. Входила в состав Покровского сельского поселения (с 1 января 2006 года по 13 апреля 2009 года входила в Викторовское сельское поселение), с точки зрения административно-территориального деления — в Викторовский сельсовет. Исключена из учётных данных в 2024 году.

## География
Расстояние до районного центра Великого Устюга по автодороге — 64 км, до центра муниципального образования Ильинского по прямой — 4 км. Ближайшие населённые пункты — Мителево, Беляшкино, Анциферово.

## Население
| 2010 | 2013 | 2014 |
| ---- | ---- | ---- |
| 0    | →0   | →0   |